# Metten
Metten è un comune tedesco di 4 366 abitanti, situato nel land della Baviera.